# Saison 2011 de l'équipe cycliste Movistar
La saison 2011 de l'équipe cycliste Movistar est la trente-deuxième depuis la création de l'équipe Reynolds en 1980 et la première de cette équipe sous le sponsor de Movistar.

## Préparation de la saison 2011

### Arrivées et départs
| Arrivées            | Équipe 2010         |
| ------------------- | ------------------- |
| Jesús Herrada       | Caja Rural Amateur  |
| Beñat Intxausti     | Euskaltel-Euskadi   |
| Javier Iriarte      | Lizarte             |
| Ignatas Konovalovas | Cervélo Test        |
| Carlos Oyarzún      | Supermercados Froiz |
| Sergio Pardilla     | CarmioOro-NGC       |
| Branislau Samoilau  | Quick Step          |
| Enrique Sanz        | Lizarte             |
| Xavier Tondo        | Cervélo Test        |
| Francisco Ventoso   | CarmioOro-NGC       |

| Départs           | Équipe 2011      |
| ----------------- | ---------------- |
| Juan José Cobo    | Geox-TMC         |
| Arnaud Coyot      | Saur-Sojasun     |
| Mathieu Drujon    | Big Mat-Auber 93 |
| Arnold Jeannesson | FDJ              |
| Alberto Losada    | Katusha          |
| Christophe Moreau | retraite         |
| Mathieu Perget    | AG2R La Mondiale |
| Luis León Sánchez | Rabobank         |
| Rigoberto Urán    | Sky              |
| Xabier Zandio     | Sky              |

## Coureurs et encadrement technique

### Effectif
| Cycliste                   | Date de naissance | Nationalité | Équipe 2010         |
| -------------------------- | ----------------- | ----------- | ------------------- |
| Andrey Amador              | 29 août 1986      | Costa Rica  | Caisse d'Épargne    |
| David Arroyo               | 7 janvier 1980    | Espagne     | Caisse d'Épargne    |
| Marzio Bruseghin           | 15 juin 1974      | Italie      | Caisse d'Épargne    |
| Rui Costa                  | 5 octobre 1986    | Portugal    | Caisse d'Épargne    |
| Imanol Erviti              | 15 novembre 1983  | Espagne     | Caisse d'Épargne    |
| José Vicente García Acosta | 4 août 1972       | Espagne     | Caisse d'Épargne    |
| José Iván Gutiérrez        | 27 novembre 1978  | Espagne     | Caisse d'Épargne    |
| Jesús Herrada              | 26 juillet 1990   | Espagne     | Caja Rural Amateur  |
| Beñat Intxausti            | 20 mars 1986      | Espagne     | Euskaltel-Euskadi   |
| Javier Iriarte             | 11 novembre 1986  | Espagne     | Lizarte             |
| Vasil Kiryienka            | 28 juin 1981      | Biélorussie | Caisse d'Épargne    |
| Ignatas Konovalovas        | 8 décembre 1985   | Lituanie    | Cervélo Test        |
| Pablo Lastras              | 20 janvier 1976   | Espagne     | Caisse d'Épargne    |
| David López García         | 13 mai 1981       | Espagne     | Caisse d'Épargne    |
| Ángel Madrazo              | 30 juillet 1988   | Espagne     | Caisse d'Épargne    |
| Carlos Oyarzún             | 26 octobre 1981   | Chili       | Supermercados Froiz |
| Sergio Pardilla            | 16 janvier 1984   | Espagne     | CarmioOro-NGC       |
| Luis Pasamontes            | 2 octobre 1979    | Espagne     | Caisse d'Épargne    |
| Francisco Pérez Sánchez    | 22 juillet 1978   | Espagne     | Caisse d'Épargne    |
| Rubén Plaza                | 29 février 1980   | Espagne     | Caisse d'Épargne    |
| José Joaquín Rojas         | 8 juin 1985       | Espagne     | Caisse d'Épargne    |
| Branislau Samoilau         | 25 mai 1985       | Biélorussie | Quick Step          |
| Enrique Sanz               | 11 septembre 1989 | Espagne     | Lizarte             |
| Mauricio Soler             | 14 janvier 1983   | Colombie    | Caisse d'Épargne    |
| Xavier Tondo               | 5 novembre 1978   | Espagne     | Cervélo Test        |
| Francisco Ventoso          | 6 mai 1982        | Espagne     | CarmioOro-NGC       |

## Bilan de la saison

### Victoires
| Date       | Course                                                | Pays      | Classe | Vainqueur          |
| ---------- | ----------------------------------------------------- | --------- | ------ | ------------------ |
| 21/01/2011 | 4e étape du Tour de San Luis                          | Argentine | 2.1    | Xavier Tondo       |
| 22/01/2011 | 5e étape du Tour Down Under                           | Australie | WT     | Francisco Ventoso  |
| 09/02/2011 | Trofeo Deiá                                           | Espagne   | 1.1    | José Joaquín Rojas |
| 22/02/2011 | 3e étape du Tour d'Andalousie                         | Espagne   | 2.1    | Francisco Ventoso  |
| 26/03/2011 | 6e étape du Tour de Catalogne                         | Espagne   | WT     | José Joaquín Rojas |
| 05/04/2011 | 2e étape du Tour du Pays basque                       | Espagne   | WT     | Vasil Kiryienka    |
| 13/04/2011 | 1re étape du Tour de Castille-et-León                 | Espagne   | 2.1    | Francisco Ventoso  |
| 14/04/2011 | 2e étape du Tour de Castille-et-León                  | Espagne   | 2.1    | Francisco Ventoso  |
| 17/04/2011 | Classement général du Tour de Castille-et-León        | Espagne   | 2.1    | Xavier Tondo       |
| 24/04/2011 | Tour de La Rioja                                      | Espagne   | 1.1    | Imanol Erviti      |
| 07/05/2011 | 2e étape du Tour de la communauté de Madrid           | Espagne   | 2.1    | Enrique Sanz       |
| 08/05/2011 | Classement général du Tour de la communauté de Madrid | Espagne   | 2.1    | Rui Costa          |
| 12/05/2011 | 6e étape du Tour d'Italie                             | Italie    | WT     | Francisco Ventoso  |
| 28/05/2011 | 20e étape du Tour d'Italie                            | Italie    | WT     | Vasil Kiryienka    |
| 12/06/2011 | 2e étape du Tour de Suisse                            | Suisse    | WT     | Mauricio Soler     |
| 19/05/2011 | Classement général de la Route du Sud                 | France    | 2.1    | Vasil Kiryienka    |
| 26/06/2011 | Championnat d'Espagne sur route                       | Espagne   | CN     | José Joaquín Rojas |
| 09/07/2011 | 8e étape du Tour de France                            | France    | WT     | Rui Costa          |
| 05/08/2011 | 3e étape du Tour de Burgos                            | Espagne   | 2.HC   | Movistar           |
| 22/08/2011 | 3e étape du Tour d'Espagne                            | Espagne   | WT     | Pablo Lastras      |
| 11/09/2011 | Grand Prix cycliste de Montréal                       | Canada    | WT     | Rui Costa          |

### Résultats sur les courses majeures
Les tableaux suivants représentent les résultats de l'équipe dans les principales courses du calendrier international (les cinq classiques majeures et les trois grands tours). Pour chaque épreuve est indiqué le meilleur coureur de l'équipe, son classement ainsi que les accessits glanés par Movistar sur les courses de trois semaines.

#### Classiques
| Classique            | Milan-San Remo          | Tour des Flandres        | Paris-Roubaix       | Liège-Bastogne-Liège     | Tour de Lombardie |
| -------------------- | ----------------------- | ------------------------ | ------------------- | ------------------------ | ----------------- |
| Coureur (classement) | Francisco Ventoso (11e) | José Joaquín Rojas (18e) | Imanol Erviti (45e) | David López García (27e) | Rui Costa (25e)   |

#### Grands tours
| Grand tour           | Tour d'Italie                                               | Tour de France                 | Tour d'Espagne                     |
| -------------------- | ----------------------------------------------------------- | ------------------------------ | ---------------------------------- |
| Coureur (classement) | David Arroyo (13e)                                          | David Arroyo (36e)             | Marzio Bruseghin (14e)             |
| Accessits            | 2 victoires d'étapes (Francisco Ventoso et Vasil Kiryienka) | 1 victoire d'étape (Rui Costa) | 1 victoire d'étape (Pablo Lastras) |

### Classement UCI
L'équipe Movistar termine à la treizième place du World Tour avec 484 points. Ce total est obtenu par l'addition des points des cinq meilleurs coureurs de l'équipe au classement individuel que sont Beñat Intxausti, 37e avec 118 points, Rui Costa, 43e avec 101 points, Xavier Tondo, 48e avec 100 points, José Joaquín Rojas, 49e avec 95 points, et Francisco Ventoso, 70e avec 70 points,.
| Rang | Coureur            | Points |
| ---- | ------------------ | ------ |
| 37   | Beñat Intxausti    | 118    |
| 43   | Rui Costa          | 101    |
| 48   | Xavier Tondo       | 100    |
| 49   | José Joaquín Rojas | 95     |
| 70   | Francisco Ventoso  | 70     |
| 97   | David López García | 36     |
| 102  | Pablo Lastras      | 32     |
| 112  | Vasil Kiryienka    | 26     |
| 113  | Marzio Bruseghin   | 26     |
| 124  | David Arroyo       | 22     |
| 168  | Mauricio Soler     | 6      |
| 193  | Branislau Samoilau | 2      |
| 220  | Andrey Amador      | 1      |